# 이오카역
이오카역(일본어: 飯岡駅, いいおかえき 이이오카에키[*])은 일본 지바현 아사히시에 위치한 동일본 여객철도의 철도역이다.

## 역 구조
상대식 승강장으로 2면 2선의 지상역이다. 조시역 관할권이며, 동일본 여객철도 지바 지사의 자회사 JR 지바 철도 서비스가 대리 영업하는 업무위탁역으로, 초록 창구가 설치되어 있다. 간이 개찰기에서는 스이카의 사용이 가능하다.

### 승강장
| 1 · 2 | ■ 소부 본선 | 상행 | 아사히·나루토·사쿠라·지바·도쿄 |
| 1 · 2 | ■ 소부 본선 | 하행 | 조시 방면                      |

## 역사
- 1897년 6월 1일 - 소부 철도의 역으로서 개업하였다.
- 1907년 9월 1일 - 국유화에 따라 일본국유철도의 소속이 되었다.
- 1982년 4월 1일 - 화물 영업 폐지
- 1987년 4월 1일 - 민영화에 따라 동일본 여객철도의 소속이 되었다.
- 1997년 9월 14일 - 역사를 개축하였다.
- 2008년 3월 14일 - 스이카의 사용이 가능해졌으며, 도쿄 근교 구간 요금제가 적용되기 시작하였다

## 인접정차역
| ■ 동일본 여객철도 소부 본선 | ■ 동일본 여객철도 소부 본선 | ■ 동일본 여객철도 소부 본선 |
| --------------------------- | --------------------------- | --------------------------- |
| 아사히 지바 방면            | 보통                        | 구라하시 조시 방면          |